# دوغان نادي
دوغان نادي (بالتركية: Doğan Nadi)‏ صحفي تركي ولد عام 1913 في إسطنبول وتوفي عام 1969 في لندن بالمملكة المتحدة. أتم تعليمه ما قبل الجامعي في المدرسة الثانوية غالطة سراي. عاد إلى وطنه بعد تخرجه من كلية العلوم السياسية بجامعة لوزان عام 1937 وبدأ بالعمل في جريدة الجمهورية التي أصدرها يونس نادى. ظل يعمل في جريدة الجمهورية حتى وفاته، وفي خلال مرحلة من حياته الصحافية كتب في جريدة التصوير وذلك ما بين الفترة (1946-1947). وقد عرف بكتابة المقالات اليومية القصيرة. قام بتأليف كتابه الوحيد دقيقة واحدة الذي أصدره عام 1957 وكان مختارا من بعض مقالاته اليومية القصيرة.